# Kora (wokalistka)
Kora, właśc. Olga Sipowicz z domu Ostrowska, primo voto Jackowska (ur. 8 czerwca 1951 w Krakowie, zm. 28 lipca 2018 w Bliżowie) – polska piosenkarka rockowa i autorka tekstów. W latach 1976–2008 wokalistka zespołu Maanam, z którym wydała jedenaście albumów studyjnych: Maanam (1981), O! (1982), Nocny patrol (1983), Mental Cut (1984), Sie ściemnia (1989), Derwisz i anioł (1991), Róża (1994), Łóżko (1996), Klucz (1998), Hotel Nirwana (2001) i Znaki szczególne (2004) oraz wykonała utwory m.in. „Boskie Buenos”, „Cykady na Cykladach”, „Nie poganiaj mnie, bo tracę oddech”, „Szare miraże”, „O! nie rób tyle hałasu”, „Raz dwa raz dwa”, „Krakowski spleen”, „Kocham cię, kochanie moje”, „To tylko tango”, „Róża”, „Lucciola”, „Kraków – Ocean wolnego czasu”; Kora była autorką większości tekstów do piosenek Maanamu. Od 1982 również artystka solowa. Określana jako jedna z najbardziej charyzmatycznych i wybitnych postaci w historii polskiej muzyki popularnej oraz ikona polskiego rocka.

## Młodość

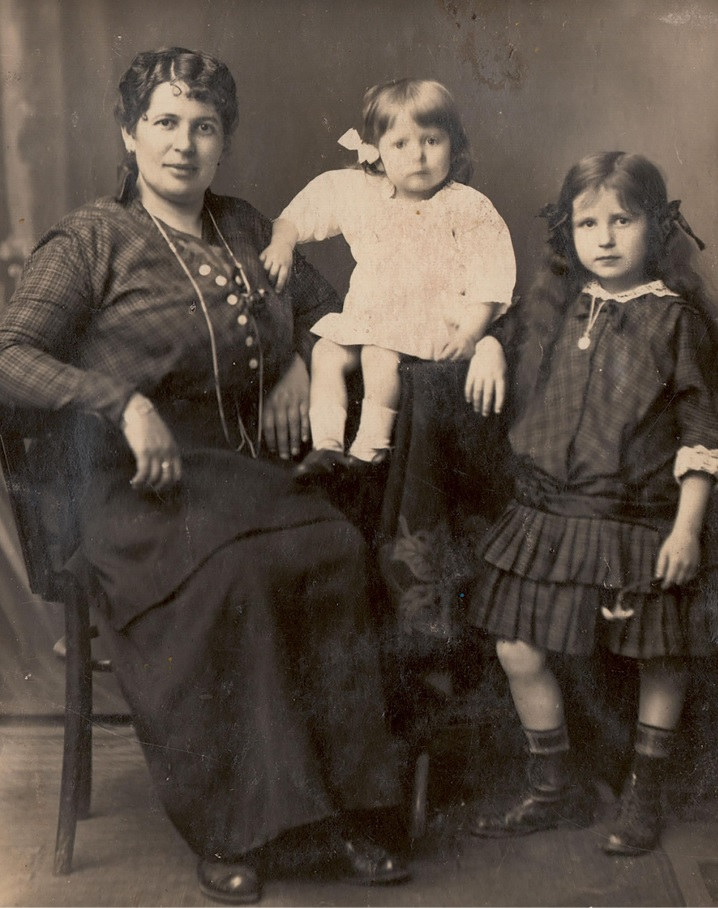
Karolina Siarkiewicz, babka Kory, z córkami: Emilią (matką Kory) i Ireną, Stanisławów, 1914

Pochodziła z ubogiego domu. Była piątym i najmłodszym dzieckiem Marcina Ostrowskiego (ur. 1897 w Buczaczu, zm. 1960 w Krakowie) i jego drugiej żony, Emilii z domu Siarkiewicz (ur. 1908 w Stanisławowie, zm. 1971 w Krakowie). Ostrowski do 1939 był komendantem Policji Państwowej w Buczaczu, a po agresji ZSRR na Polskę aresztowany przez NKWD zdołał uciec z więzienia i przedostał się do Generalnego Gubernatorstwa. W tym samym czasie jego pierwsza żona (Eugenia z domu Turczańska) i córki (Zdzisława, Zofia i Krystyna) zostały deportowane do ZSRR; żona zmarła na zesłaniu w 1946. Rodzice Kory poznali się po II wojnie światowej w Starostwie Powiatowym w Krakowie, gdzie oboje pracowali jako urzędnicy, a w lutym 1946 wzięli ślub. Kora miała czworo starszego rodzeństwa: siostrę Annę (ur. 1944) i braci: Andrzeja (1943–1989), Jerzego (1947–1982) i Tadeusza (1949–2015). Nie utrzymywała kontaktu z przyrodnimi siostrami, miała też chłodne relacje z Andrzejem i Jerzym, którzy popadli w uzależnienie od alkoholu.
Pierwsze lata dzieciństwa spędziła w kamienicy przy al. Grottgera na krakowskiej Krowodrzy. Jej ojciec po wojnie popadł w depresję oraz uzależnienie od alkoholu. Z kolei matka w 1955 zachorowała na gruźlicę. Ze względu na trudną sytuację materialną rodziców Kora trafiła do domu dziecka „Nasz dom” prowadzonego przez siostry prezentki w  Jordanowie. Padła tam ofiarą przemocy psychicznej i fizycznej ze strony zakonnic i była także jej świadkiem. U prezentek spędziła pięć lat, aż do ukończenia II klasy szkoły podstawowej. Do rodzinnego domu wróciła w 1960. W tym czasie padła ofiarą molestowania seksualnego przez katolickiego księdza. Później przeniosła się do Jabłonowa Pomorskiego, gdzie przez kolejny rok mieszkała u dalekich krewnych i ukończyła V klasę szkoły podstawowej. Następnie wróciła do Krakowa, gdzie kontynuowała edukację w szkole podstawowej i średniej do czasu złożenia egzaminu dojrzałości w VII Liceum Ogólnokształcącym im. Zofii Nałkowskiej w Krakowie, gdzie zdała maturę w 1969. W okresie szkolnym uczyła się gry na mandolinie i uczęszczała na treningi pływackie, często śpiewała również podczas akademii szkolnych. Po zdaniu matury nie kontynuowała nauki (wbrew jej wypowiedziom w wywiadach, jakoby studiowała psychologię na Uniwersytecie Jagiellońskim), toteż nie miała wyższego wykształcenia, co w dorosłym życiu miało wpędzać ją w kompleksy.
Jako nastolatka była silnie związana z krakowskim środowiskiem artystycznym i hippisowskim. Przyjaźniła się z Piotrem Skrzyneckim, Jerzym Beresiem, Wiesławem Dymnym, Krystyną Zachwatowicz czy Piotrem Markiem. W lipcu 1968 w drodze na zlot polskich dzieci kwiatów w Mielnie przyjęła pseudonim artystyczny „Kora”, który wymyśliła jej ówczesna przyjaciółka, Grażyna „Galia” Sewiołek. Przez blisko dwa lata pracowała jako opiekunka na Oddziale Psychiatrii Dziecięcej w II Klinice Pediatrii w Krakowie. W latach 70. dorabiała jako fotomodelka (wystąpiła m.in. w reklamie Polstramu, firmy produkującej tkaniny podgumowane) oraz sprzedawała własnoręcznie plecione makramy.

## Kariera z zespołem Maanam
W połowie lat 60. udzielała się w amatorskim zespole Bazyliszki. W 1969 poznała Marka Jackowskiego. Sporadycznie występowała na koncertach jego zespołu Osjan, akompaniując na flecie. Również w 1969 wystąpiła z piosenką Boba Dylana „Blowin’ in the Wind” na Festiwalu Artystycznym Młodzieży Akademickiej w Międzyzdrojach. Jako wokalistka zadebiutowała od śpiewania wokaliz w zespole M-a-M, utworzonym w 1975 przez Jackowskiego i Milo Kurtisa oraz grającym muzykę alternatywną inspirowaną Bliskim Wschodem. Po raz pierwszy wystąpiła z zespołem w lutym 1976 w poznańskim Klubie Medyka „Aspirynka” prowadzonym przez Zrzeszenie Studentów Polskich. Jesienią 1978 zagrała z zespołem koncert w galerii Teatru Studio w Warszawie, następnie koncertowała z M-a-M-em głównie po klubach (m.in. Laboratorium czy KTO). Dzięki współpracy z Maciejem Zembatym nagrała także wokalizy z muzyką Michała Lorenca do dwóch odcinków serialu telewizyjnego Przyjaciele (1979).
Pod koniec lat 70. zespół M-a-M zmienił nazwę na Maanam i zaczął grać rocka, a Kora została jego główną wokalistką i autorką tekstów piosenek. Ogólnopolski rozgłos zyskała z grupą w 1980 dzięki rewolucyjnemu występowi z utworami „Boskie Buenos” i „Żądza pieniądza” na 18. Krajowym Festiwalu Piosenki Polskiej w Opolu. Od 1980 była jednym z najważniejszych i najpopularniejszych przedstawicieli rocka w historii polskiej muzyki rozrywkowej, m.im. znalazła się na drugim miejscu rankingu magazynu „Non Stop” w kategorii najpopularniejszych wokalistek roku 1980 oraz została okrzyknięta wokalistką roku 1981 w ankiecie czytelników „Sztandaru Młodych”. Wraz z rozwojem popularności Maanamu wykreowała wizerunek dowcipnej i żywiołowej, ale też zaczepnej wokalistki.
W styczniu 1986 po koncercie w Sali Kongresowej w Warszawie zawiesiła działalność Maanamu, tłumacząc decyzję zmęczeniem fizycznym i psychicznym po kilku latach intensywnej pracy. W tym okresie mierzyła się z depresją. Zespół reaktywował się w 1991.
31 grudnia 2008, po 32 latach istnienia, zespół Maanam zawiesił działalność.

## Kariera solowa

### Po pierwszym rozpadzie Maanamu

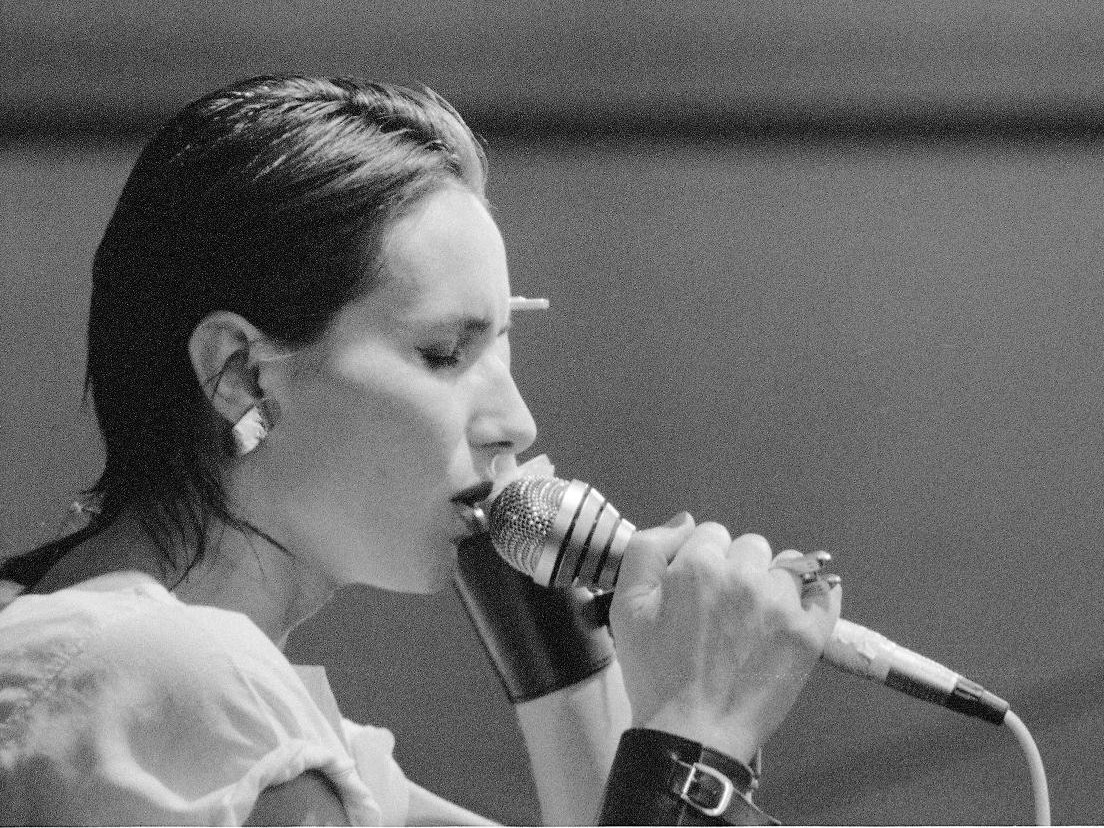
Kora podczas koncertu Maanamu w Karlsruhe (1985)

Na początku kariery Maanamu zadebiutowała na scenie teatralnej. 7 lipca 1982 na festiwalu teatralnym Dei Due Mondi w Spoleto wystąpiła z zespołem Teatru Starego w Krakowie w premierowym pokazie dramatu Mątwa (1922) Stanisława Ignacego Witkiewicza, w którym wystąpili również m.in. Jerzy Stuhr, Jerzy Bińczycki i Ewa Kolasińska. Spektakl wystawiano także w Mediolanie.
Po zawieszeniu działalności Maanamu zrealizowała program Amory Kory dla krakowskiego oddziału TVP. W 1987 nagrała z zespołem Püdelsi album pt. Bela Pupa, który został wydany w 1988 i zawierał piosenki Piotra Marka, nieżyjącego lidera grupy Düpą. 14 marca 1988 wystąpiła z utworami „Okularnicy” i „Kochankowie z ulicy Kamiennej” na galowym koncercie poświęconym twórczości Agnieszki Osieckiej podczas 8. Przeglądu Piosenki Aktorskiej we Wrocławiu 
. Wówczas narodził się pomysł na pierwszą solową płytę Kory, z piosenkami Jerzego Wasowskiego i Jeremiego Przybory z Kabaretu Starszych Panów, jednak rozpoczęte prace nad albumem zostały odłożone do 1990. 20 grudnia 1988 wystąpiła z utworem „Lulajże, Jezuniu” w wigilijnym przedstawieniu w Teatrze STU w Krakowie.
W 1989 w limitowanym nakładzie ukazał się tomik poezji Kory pt. Krakowski spleen.

### Po reaktywacji Maanamu
W 1990 kontynuowała prace nad albumem z piosenkami z Kabaretu Starszych Panów, w czym towarzyszyli jej bracia Marcin i Mateusz Pospieszalscy. W związku z ówczesną decyzją o reaktywacji Maanamu prace nad płytą trwały jeszcze na przestrzeni trzech lat. Album pt. Ja pana w podróż zabiorę ukazał się w 1993 – najpierw na kasecie magnetofonowej, a następnie na płycie kompaktowej.
W 1991 zapowiedziała start w wyborach parlamentarnych z ramienia Polskiej Partii Zielonych, jednak z czasem wycofała się z kandydowania, po czym wystąpiła w spotach przedwyborczym Kongresu Liberalno-Demokratycznego. W kolejnych latach często występowała w roli komentatorki życia społecznego i politycznego w programach publicystycznych.
W 1992 opublikowała w formie płyty analogowej autobiografię Podwójna linia życia. Jej uzupełnione nowe wydanie ukazało się nakładem wydawnictwo Iskry najpierw w 1998, a później w 2011 (pod nowym tytułem – Kora, Kora. A planety szaleją).
Była bohaterką filmu Mariusza Grzegorzka Pięć bajek o miłości (1996), w którym zaprezentowała swoją artystyczną twórczość i udzieliła wywiadu.
W 1999 wystąpiła w kampanii reklamowej sprzętu grającego Marantz oraz wzięła udział w rozbieranej sesji zdjęciowej do magazynu „Playboy”. W 2000 nagrała utwór „Magiczne słowo – sukces”, będący tematem przewodnim serialu TVP Sukces.
W lipcu 2001 na rynek trafiła kompilacja wybranych solowych nagrań Kory pt. Złota kolekcja: Magiczne słowo – sukces. W tym samym roku wraz z Kamilem Sipowiczem zaprezentowała ich wspólne obrazy na wystawie Mandale w czasach apokalipsy.
W 2002 rozpoczęła prace nad projektem Kora Ola Ola!, do którego zaprosiła muzyków z różnych krajów grających muzykę poważną, jazzową, flamenco i latynoską. W lutym 2003 wydała album, również zatytułowany Kora Ola Ola!, na którym umieściła przedwojenne tanga, piosenki Mieczysława Fogga, Jerzego Petersburskiego, Wandy Warskiej, Marii Koterbskiej czy Czesława Niemena oraz wybrane utwory Maanamu w nowych aranżacjach. Wydawnictwo promowała coverem piosenki „Nim zakwitnie tysiąc róż”, a na listy przebojów trafiła z własną wersją utworu „Pod Papugami”. Z albumem dotarła do pierwszego miejsca na liście bestsellerów płytowych OLiS. Płytę promowała podczas światowej trasy koncertowej, która obejmowała występy w Berlinie, Pradze, Nowym Jorku, Chicago, Vancouver, Toronto i Montrealu.
W styczniu 2003 wydała piosenki „Kraina bólu” i „Kochany”, które nagrała z alternatywnym zespołem elektronicznym Bexa Lala. W 2004 podłożyła głos pod postać Edny Mode w filmie animowanym Iniemamocni.
We wrześniu 2008 wydała album pt. Metamorfozy, który stworzyła z duetem DJ-ów 5th Element. Płyta w założeniu miała zawierać taneczne remiksy hitów Maanamu, jednak ostatecznie nagrano do niej w większości zupełnie nowe partie muzyczne i wokalne. Kora dodatkowo nagrała na album trzy premierowe piosenki.

### Po drugim rozpadzie Maanamu

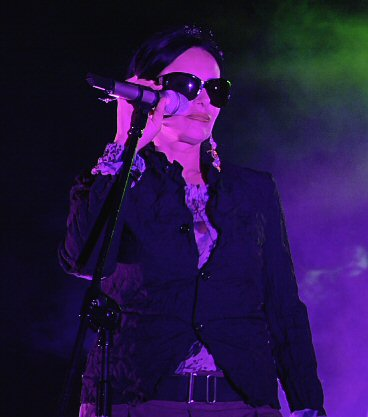
Kora (2008)

Po zawieszeniu działalności Maanamu w 2008 zaczęła występować pod szyldem Kora, a jej menedżerką została Katarzyna Litwin. Początkowo koncertowała wraz z większością muzyków ostatniego składu Maanamu, a obok premierowych nagrań solowych na koncertach prezentowała głównie przeboje swojej dawnej grupy. W czerwcu 2010 wydała piosenkę „Zabawa w chowanego”, którą wzbudziła ogólnopolskie kontrowersje ze względu na poruszaną w niej tematykę wykorzystywania seksualnego dzieci przez księży. Tekst do niej napisała na podstawie osobistych przeżyć z okresu, gdy miała 10 czy 11 lat. Do utworu zrealizowała teledysk, który otrzymał główną nagrodę festiwalu operatorów filmowych Camerimage oraz był nominowany do nagrody Grand Prix festiwalu Yach Film. Piosenka pojawiła się w filmie dokumentalnym Tomasza Sekielskiego Zabawa w chowanego (2020).
W lipcu 2010 była jedną z gwiazd rockowego Jarocin Festiwalu, a pod koniec roku wydała singiel „Nigdy nie zamknę drzwi przed tobą”, który nagrała ze Stanisławem Soyką. Również w 2010 uformowała ostateczny skład swojego zespołu, który uzupełnili: gitarzysta Krzysztof Skarżyński, basista Marcin Ciempiel i perkusista Artur Hajdasz. W latach 2011–2016 była jurorką programu rozrywkowego Must Be the Music. Tylko muzyka w telewizji Polsat, a za występy w programie była nominowana do nagród: Telekamery 2012, 2013 i 2015 w kategorii juror i do nagrody Wiktory 2012 i 2013 w kategorii osobowość telewizyjna.
W marcu 2011, z okazji 35. rocznicy debiutu Kory w Maanamie, koncern EMI wydał zremasterowane reedycje wszystkich polskich studyjnych albumów zespołu oraz solowych Kory, a w październiku także tych zagranicznych i kilku kompilacji grupy. W międzyczasie, w czerwcu, uczciła 35 lat swojej działalności artystycznej jubileuszowym recitalem podczas festiwalu TOPtrendy, na którym otrzymała nagrodę Bursztynowego Słowika. W październiku wydała singiel „Ping pong”, którego tekst, inspirowany wierszem Józefa Kurylaka „Bicie mojego serca”, wzbudził kontrowersje ze względu na poruszaną tematykę walki Boga z szatanem. W następnym miesiącu wydała album pt. Ping pong, który był pierwszą solową płytą w jej karierze z całkowicie premierowym repertuarem. Kora napisała teksty do większości piosenek, z kolei praktycznie cały materiał na album skomponował Mateusz Waśkiewicz. Płytę promowała także singlami: „Przepis na szczęście” i „Strefa ciszy”. Za wysoką sprzedaż krążka uzyskała certyfikat złotej płyty. W listopadzie 2012 wydana została dwupłytowa reedycja albumu, Ping pong – Małe wolności, wzbogacona o dodatkową płytę z remiksami utworów pochodzących z podstawowej wersji albumu, przygotowanymi przez DJ-ów z całej Europy. W ramach promocji płyty wystąpiła z remiksem piosenki „Jedno słowo wszystko zmienia” podczas finału programu Got to Dance. Tylko taniec. W 2011, równolegle z nową płytą, ukazała się także rozszerzona edycja autobiografii Kory pod nowym tytułem – Kora, Kora. A planety szaleją.
31 sierpnia 2011 prezydent RP Bronisław Komorowski odznaczył ją Krzyżem Oficerskim Orderu Odrodzenia Polski jako zasłużonego twórcę kultury. 11 kwietnia 2014 została odznaczona przez ministra kultury i dziedzictwa narodowego Bogdana Zdrojewskiego Srebrnym Medalem „Zasłużony Kulturze – Gloria Artis”, przyznawanym osobom szczególnie wyróżniającym się w dziedzinie twórczości artystycznej, działalności kulturalnej lub ochronie kultury i dziedzictwa narodowego. 20 kwietnia 2016 została uhonorowana przez Akademię Fonograficzną statuetką Złotego Fryderyka za całokształt twórczości.
We wrześniu 2012 premierę miała niepublikowana piosenka z tekstem Kory do muzyki Marka Jackowskiego, „Zapytaj mnie o to, kochany”, nagrana przez Anię Wyszkoni i promująca jej album Życie jest w porządku. 7 września 2013 w klubie „Lukr” w Rzeszowie Kora zagrała swój ostatni koncert w karierze. W maju 2014 wystawiła swoje prace ukazujące Madonny w Galerii Fundacji Atelier w Warszawie. W 2016 na rynek trafiła książka Kamila Sipowicza pt. „Ramona, Mila, Bobo i pięćdziesiąt sześć innych zwierząt” z ilustracjami Kory. Została bohaterką fabularyzowanego filmu dokumentalnego w reżyserii Bartosza Konopki Droga do mistrzostwa (2016), w którym opowiedziała o swojej drodze do sukcesu. W 2017 wystąpiła w wyreżyserowanym przez Jerzego Skolimowskiego teledysku do utworu Organka „Czarna Madonna” oraz ponownie podłożyła głos pod postać Edny Mode w filmie animowanym Iniemamocni 2, a na rynek trafił zbiór jej wierszy pt. „Stoję, czuję się świetnie”.

## Życie prywatne

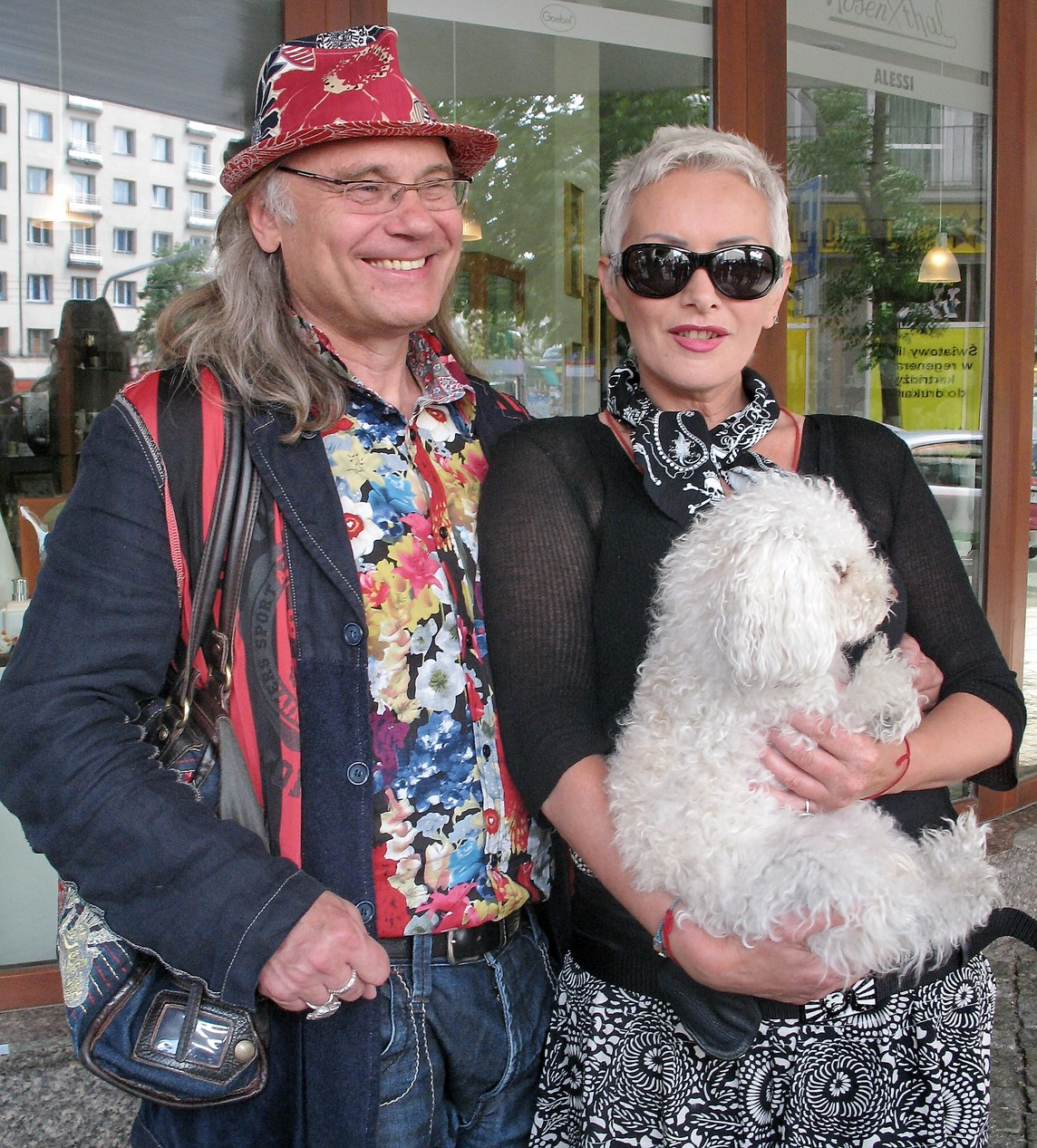
Kamil Sipowicz i Kora (2009)

### Wizerunek
Wielokrotnie zmieniała wizerunek. W 1979 ścięła włosy na krótko, co powtórzyła również m.in. w połowie lat 80.. W 1984 ogoliła się na łyso i grała koncerty z głową umalowaną farbami. Do końca lat 70. prezentowała hipisowski styl ubierania się, w późniejszych latach stawiała na stylizacje podkreślające jej smukłą sylwetkę i długie nogi. Stałym elementem jej kreacji scenicznej były okulary przeciwsłoneczne. Rzadko nosiła biżuterię, zazwyczaj ograniczała się do zakładania pierścionka lub drobnych kolczyków. Na koncerty nakładała ostry makijaż, za to na co dzień raczej się nie malowała. Po zachorowaniu na nowotwór zaczęła nosić na głowie kolorowe turbany.
W 2011 przeszła operację zmniejszenia piersi.

### Związki
Pod koniec lat 60. przez rok była związana z Ryszardem Terleckim. W 1969 poznała muzyka Marka Jackowskiego, którego poślubiła 10 grudnia 1971 w Urzędzie Stanu Cywilnego w Krakowie; świadkami ślubu byli, m.in. Tomasz Hołuj, Jacek Ostaszewski, Ewa Demarczyk, Zygmunt Konieczny i Marek Grechuta. Jackowscy mieli syna, Mateusza Gabriela (ur. 1972), z którym w 1974 wzięła udział w okładkowej sesji zdjęciowej dla magazynu „Przekrój”. W trakcie trwania małżeństwa miała romans m.in. z gitarzystą Bogdanem Kowalewskim, dziennikarzem Zdzisławem Kamińskim i menedżerem Krzysztofem Kownackim. W 1974 poznała Kamila Sipowicza, z którym nawiązała romans i z którym ma syna, Szymona Emanuela (ur. 1976). W 1979 z Jackowskim i synami wróciła do Krakowa. W 1984 rozwiodła się z mężem, z którym nadal współpracowała na polu zawodowym.
Po rozwodzie kontynuowała związek z Sipowiczem, jednak zamieszkała z nim w Warszawie (na Powiślu) dopiero w czerwcu 1989, po śmierci jego matki, która nie akceptowała związku syna. Podczas związku z Sipowiczem dwukrotnie była w ciąży, ale poddała się aborcji. W latach 90. nawiązała romans z Ilanem Luftem. W 1994 wraz z Sipowiczem przeniosła się do podwarszawskiej Grabiny, w 2000 wrócili do stolicy i zamieszkali na Żoliborzu, a w 2013 przeprowadzili się do Bliżowa-Kolonii. 12 grudnia 2013 sformalizowała z Sipowiczem trwający od 40 lat związek, biorąc ślub w obecności świadków – Małgorzaty Kittel i Mateusza Jackowskiego.

### Religia
Była zdeklarowaną ateistką, choć – według słów jej drugiego męża – „czuła pokrewieństwo z mistykami Wschodu” i wyznawała religię „słońca, wiatru i kwiatów”. Ze względu na własne traumatyczne przeżycia z dzieciństwa miała krytyczny stosunek do Kościoła katolickiego. Sprzeciwiała się tuszowaniu wykorzystywania seksualnego dzieci w Kościele. Jej pogrzeb miał charakter świecki.

### Proces sądowy
W sierpniu 2012 została oskarżona o posiadanie w domu niedozwolonej prawnie ilości 2,83 g suszu konopi indyjskich, za co groziła jej kara pozbawienia wolności do trzech lat. Do przeszukania domu doszło po informacji służby celnej, która odkryła, że w paczce nadanej w czerwcu na adres artystki znajdowało się 60 g konopi indyjskich. W jej obronie, ze względu na niską szkodliwość zarzucanego czynu, stanął były prezydent RP Aleksander Kwaśniewski, który we wrześniu udzielił dla magazynu „Newsweek” wspólnego z artystką wywiadu i wystąpił z nią na okładce czasopisma. Sprawa paczki została umorzona przez prokuraturę w grudniu tego samego roku z powodu niewykrycia sprawcy, a sprawa posiadania środków odurzających w domu została warunkowo umorzona przez sąd w czerwcu 2013. Potwierdzono winę Kory, ale uznano, że społeczna szkodliwość jej czynu nie była znaczna.

### Choroba i śmierć

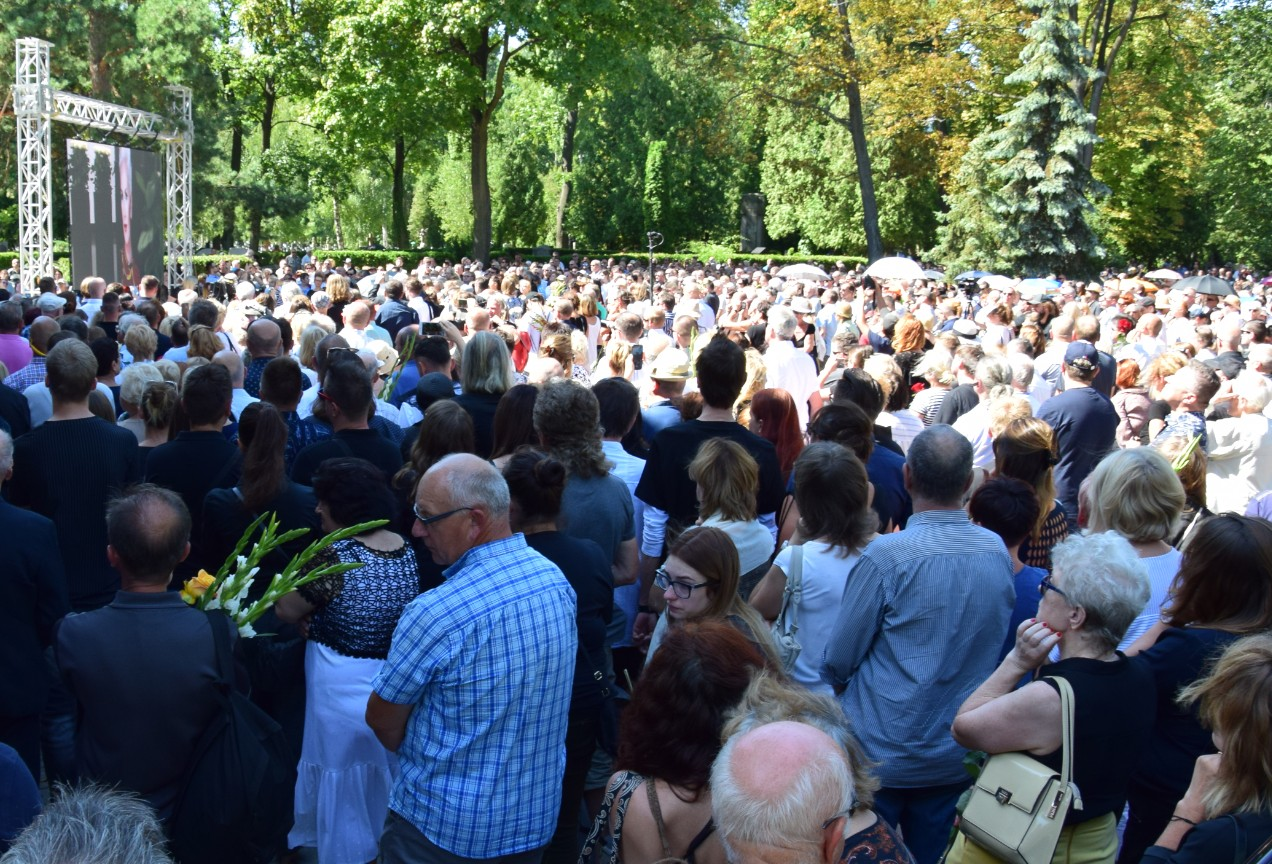
Świecka ceremonia pogrzebowa Olgi Sipowicz w Domu Przedpogrzebowym na Cmentarzu Wojskowym na Powązkach w Warszawie

Kora wyznała, że od końca lat 90. odczuwała ból brzucha i była z tego powodu wielokrotnie diagnozowana i leczona, m.in. przeszła operację po rozpoznaniu u niej zapalenia otrzewnej, a w 2011 skarżyła się na bóle kręgosłupa lędźwiowego. W 2013 zdiagnozowano u niej rozsianego raka jajnika z przerzutami do otrzewnej. Piosenkarka przeszła kilka operacji i kursów chemioterapii. W 2016 osiągnęła remisję choroby. Po podjętej terapii rozpoczęła kampanię na rzecz refundacji leku zawierającego substancję czynną olaparyb. W związku z wysoką ceną leczenia zwróciła się o pomoc finansową do fanów, a później sprzedała dom. 12 sierpnia 2016 minister zdrowia podpisał decyzję o objęciu leku refundacją.
Zmarła 28 lipca 2018 o godzinie 5:27 w otoczeniu rodziny i przyjaciół w domu w Bliżowie. Jej menedżerka – Katarzyna Litwin – kilka miesięcy wcześniej poinformowała media o dobrym stanie piosenkarki, jej planach koncertowych i powrocie do pracy w studiu. Profesor Magdalena Środa – przyjaciółka Kory – wyznała po śmierci artystki, że w ostatnim tygodniu jej stan mocno się pogorszył i pojawiło się zagrożenie życia.
Uroczystości pogrzebowe odbyły się w obrządku świeckim, 8 sierpnia 2018 na Cmentarzu Wojskowym na Powązkach przy ul. Powązkowskiej 43/45 w Warszawie (kwatera K-14-7).

## Dyskografia

### Albumy
| 1988                           | Bela Pupa (wraz z zespołem Püdelsi) - Data: 1988 - Wydawca: Polskie Nagrania Muza                     | –  |               |
| 1993                           | Ja pana w podróż zabiorę - Data: 1993 - Wydawca: Kamiling Co                                          | –  |               |
| 2001                           | Złota kolekcja: Magiczne słowo – sukces - Data: 20 lipca 2001 - Wydawca: Pomaton EMI                  | –  |               |
| 2003                           | Kora Ola Ola! - Data: 17 lutego 2003 - Wydawca: Polskie Radio/Kamiling Co/BMG Poland                  | 1  |               |
| 2008                           | Metamorfozy (oraz 5th Element) - Data: 26 września 2008 - Wydawca: Kamiling Co/Universal Music Polska | 19 |               |
| 2011                           | Ping pong - Data: 10 listopada 2011 - Wydawca: Kamiling Co/EMI Music Poland                           | 16 | - złota płyta |
| 2012                           | Ping pong – Małe wolności - Data: 27 listopada 2012 - Wydawca: Kamiling Co/EMI Music Poland           | –  |               |
| „–” pozycja nie była notowana. | |    |               |

### Notowane utwory
| 1987                           | „Bella Puppa” (wraz z zespołem Püdelsi)                    | 30 | –  | Bella Puppa                           |
| 1996                           | „Klaps” (oraz T.Love)                                      | 27 | –  | Al Capone                             |
| 2000                           | „Magiczne słowo – sukces”                                  | 44 | –  | Złota kolekcja. Magiczne słowo sukces |
| 2002                           | „Nim zakwitnie tysiąc róż”                                 | 2  | 63 | Kora Ola Ola!                         |
| 2003                           | „Pod Papugami”                                             | 3  | –  | Kora Ola Ola!                         |
| 2003                           | „Wyjątkowo zimny maj”                                      | 7  | –  | Kora Ola Ola!                         |
| 2008                           | „Senna leniwa niedziela” (oraz 5th Element)                | 45 | –  | Metamorfozy                           |
| 2010                           | „Nigdy nie zamknę drzwi przed tobą” (oraz Stanisław Sojka) | 43 | 28 | –                                     |
| 2010                           | „Zabawa w chowanego”                                       | 35 | –  | –                                     |
| 2011                           | „Ping pong”                                                | –  | 34 | Ping pong                             |
| 2012                           | „Przepis na szczęście”                                     | 26 | 17 | Ping pong                             |
| 2012                           | „Strefa ciszy”                                             | 50 | 33 | Ping pong                             |
| 2018                           | „Człowiek” (oraz Glaca)                                    | 31 | –  | ZANG                                  |
| „–” pozycja nie była notowana. |                                                            |    |    |                                       |

### Występy gościnnie
| Rok  | Tytuł                                                                     | Utwór                   | Źródło  |
| ---- | ------------------------------------------------------------------------- | ----------------------- | ------- |
| 1996 | T.Love – Al Capone - Data: 13 maja 1996 - Wydawca: Pomaton EMI            | - „Klaps”               | [ 164 ] |
| 2002 | Stanisław Sojka – Soykanova - Data: 2 grudnia 2002 - Wydawca: Pomaton EMI | - „Kuszenie na pustyni” | [ 165 ] |

## Filmografia
| Rok  | Tytuł                           | Uwagi                                                         |
| ---- | ------------------------------- | ------------------------------------------------------------- |
| 1981 | Wielka majówka                  | film fabularny, reżyseria: Krzysztof Rogulski                 |
| 1983 | Czuję się świetnie              | film muzyczny, reżyseria: Waldemar Szarek                     |
| 1997 | Przystań                        | film fabularny, reżyseria: Jan Hryniak                        |
| 2004 | Iniemamocni                     | film animowany, jako Edna Mode (dubbing)                      |
| 2008 | Historia polskiego rocka        | film dokumentalny, reżyseria: Leszek Gnoiński, Wojciech Słota |
| 2009 | Beats of Freedom – Zew wolności | film dokumentalny, reżyseria: Leszek Gnoiński, Wojciech Słota |
| 2014 | Lekarze                         | odc. 65, serial fabularny, reżyseria: Bartosz Konopka         |
| 2018 | Iniemamocni 2                   | film animowany, jako Edna Mode (dubbing)                      |

## Nagrody i wyróżnienia
| Rok  | Kategoria         | Tytułem                | Nagroda                                       | Nota      | Źródło  |
| ---- | ----------------- | ---------------------- | --------------------------------------------- | --------- | ------- |
| 2011 | Teledysk          | „Zabawa w chowanego”   | OGAE Video Contest 2011 – reprezentant Polski | Nominacja | [ 166 ] |
| 2016 | Muzyka rozrywkowa | Całokształt twórczości | Fryderyki 2016 (Złoty Fryderyk)               | Laur      | [ 167 ] |
| 2016 | Osobowość roku    |                        | Wielka Gala Gwiazd Plejady                    | Nominacja | [ 168 ] |

## Książki i poezja

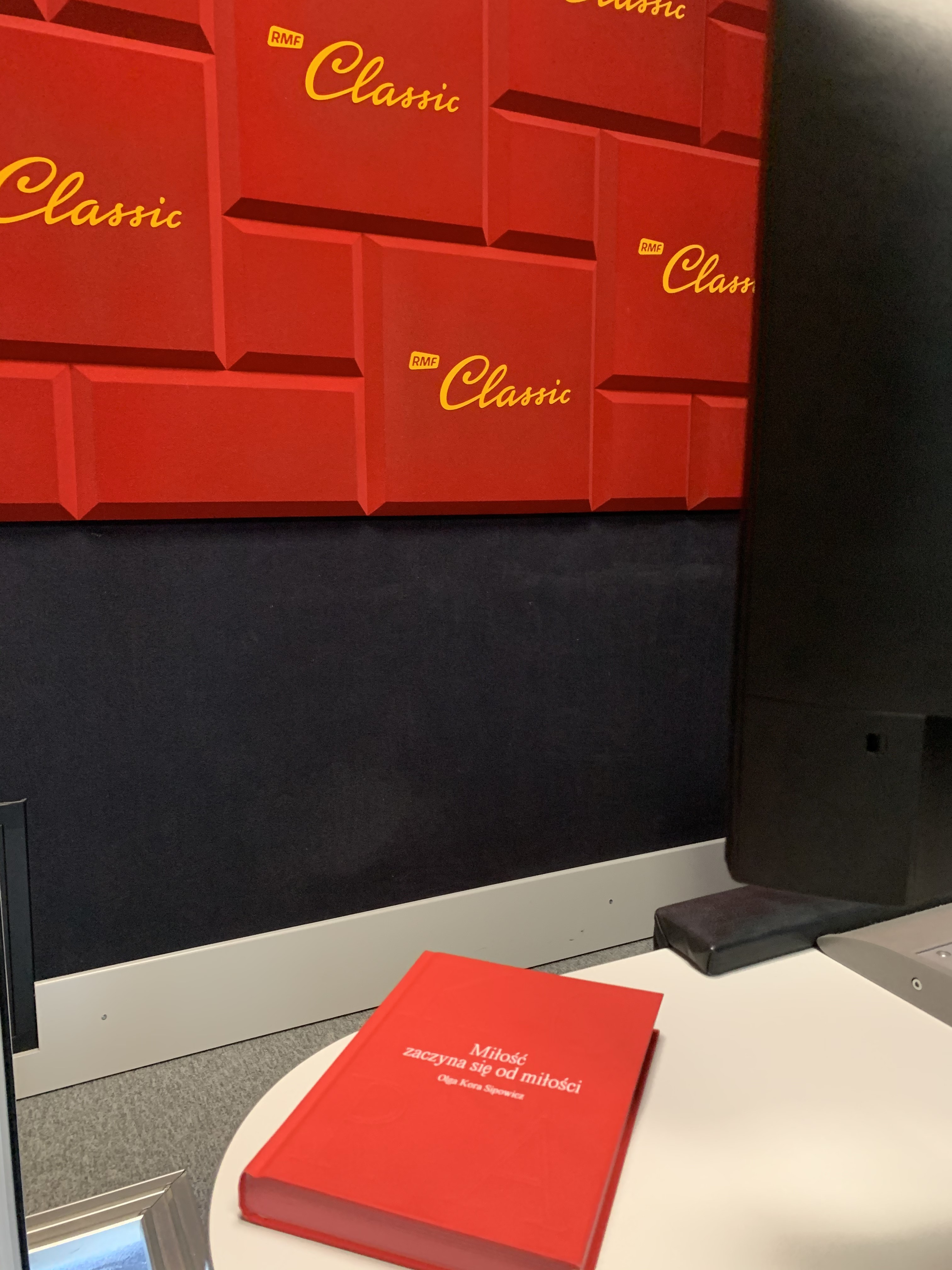
„Miłość zaczyna się od miłości”, wyd. Agora, Warszawa 2019.

Kora jest autorką większości tekstów Maanamu. Część z jej twórczości wyszła także w postaci książek:
- Olga Kora Sipowicz: Krakowski spleen. Kraków: Miniatura, 1990. Brak numerów stron w książce
- Olga Kora Sipowicz: Stoję, czuję się świetnie. Stronie Śląskie: Biuro Literackie, 2014. ISBN 978-83-63129-75-0. Brak numerów stron w książce
- Olga Kora Sipowicz: Miłość zaczyna się od miłości. Tomasz W. Michałowski (redakcja, posłowie wraz z przypisami i komentarzami). Warszawa: Agora, 2019. ISBN 978-83-268-2963-5. Brak numerów stron w książce

Ukazała się także częściowa biografia Kory:
- Kamil Sipowicz: Kora, Kora. A planety szaleją. M. Żakowska (red.). Warszawa: Agora, 2011. ISBN 978-83-268-0366-6. Brak numerów stron w książce

## Upamiętnienie

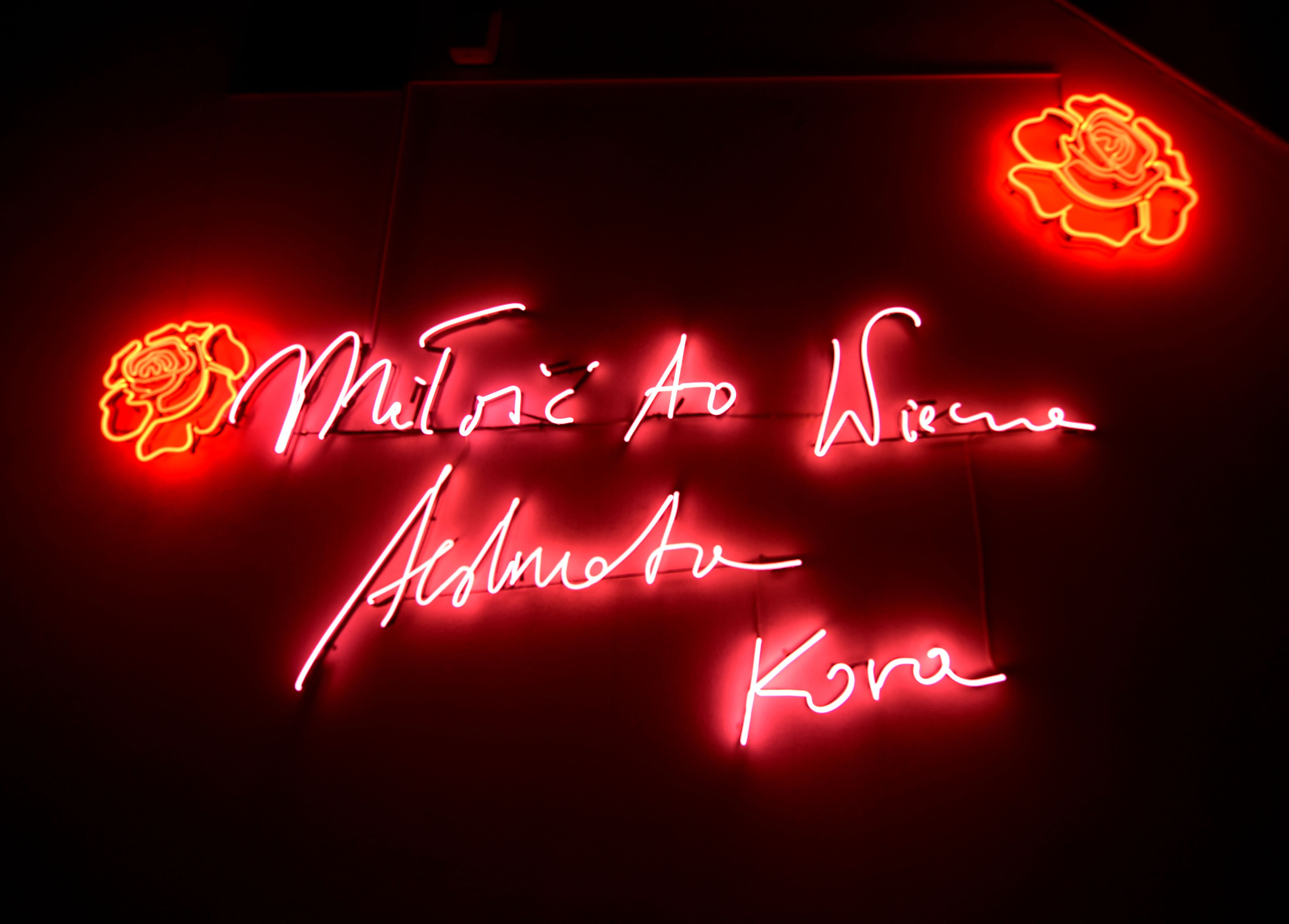
Upamiętnienie-neon Miłość to wieczna tęsknota przy ul. Płatniczej 59 w Warszawie autorstwa Pauliny Ołowskiej

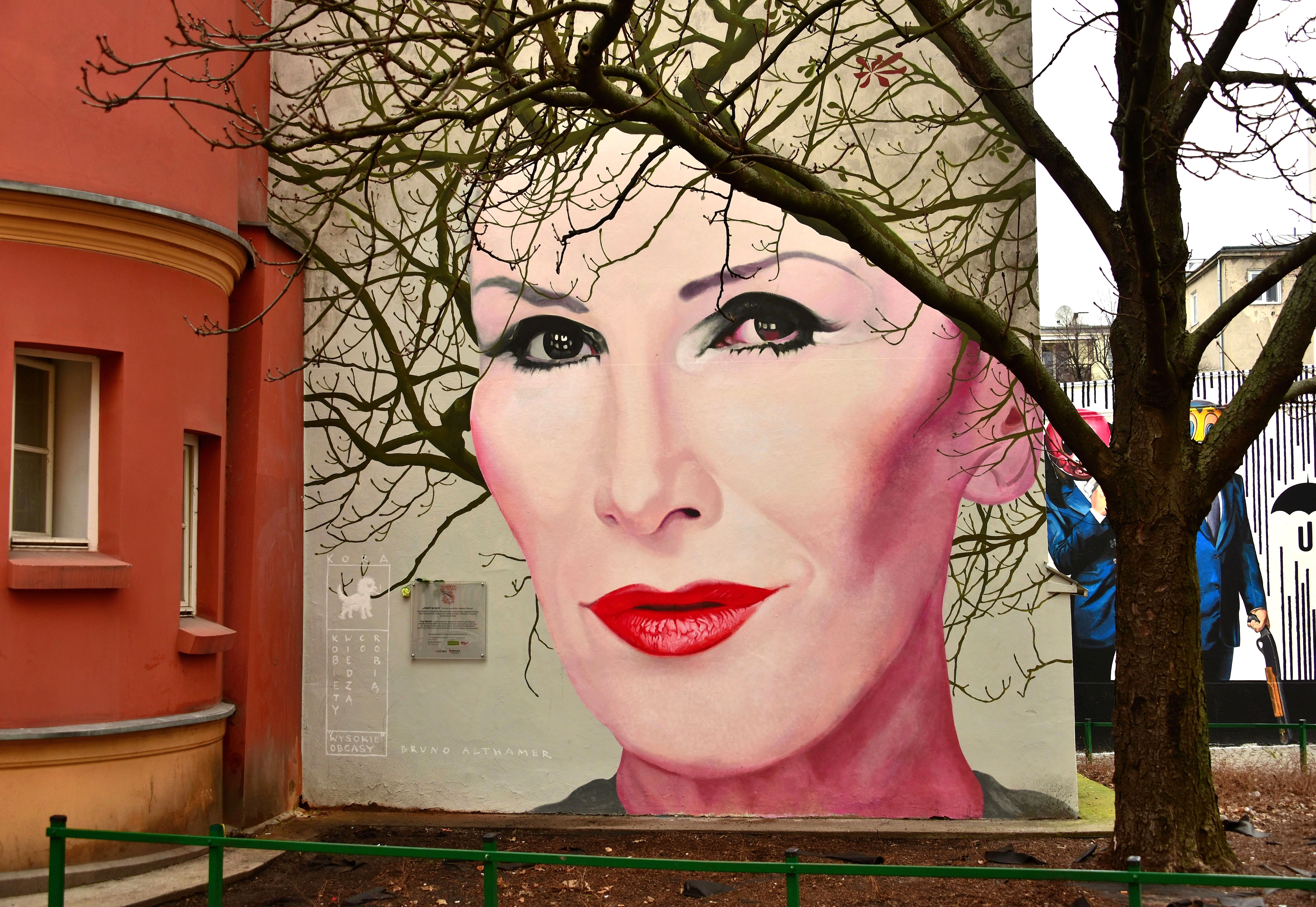
Mural na tyłach pałacu Branickich przy ul. Nowy Świat 18/20

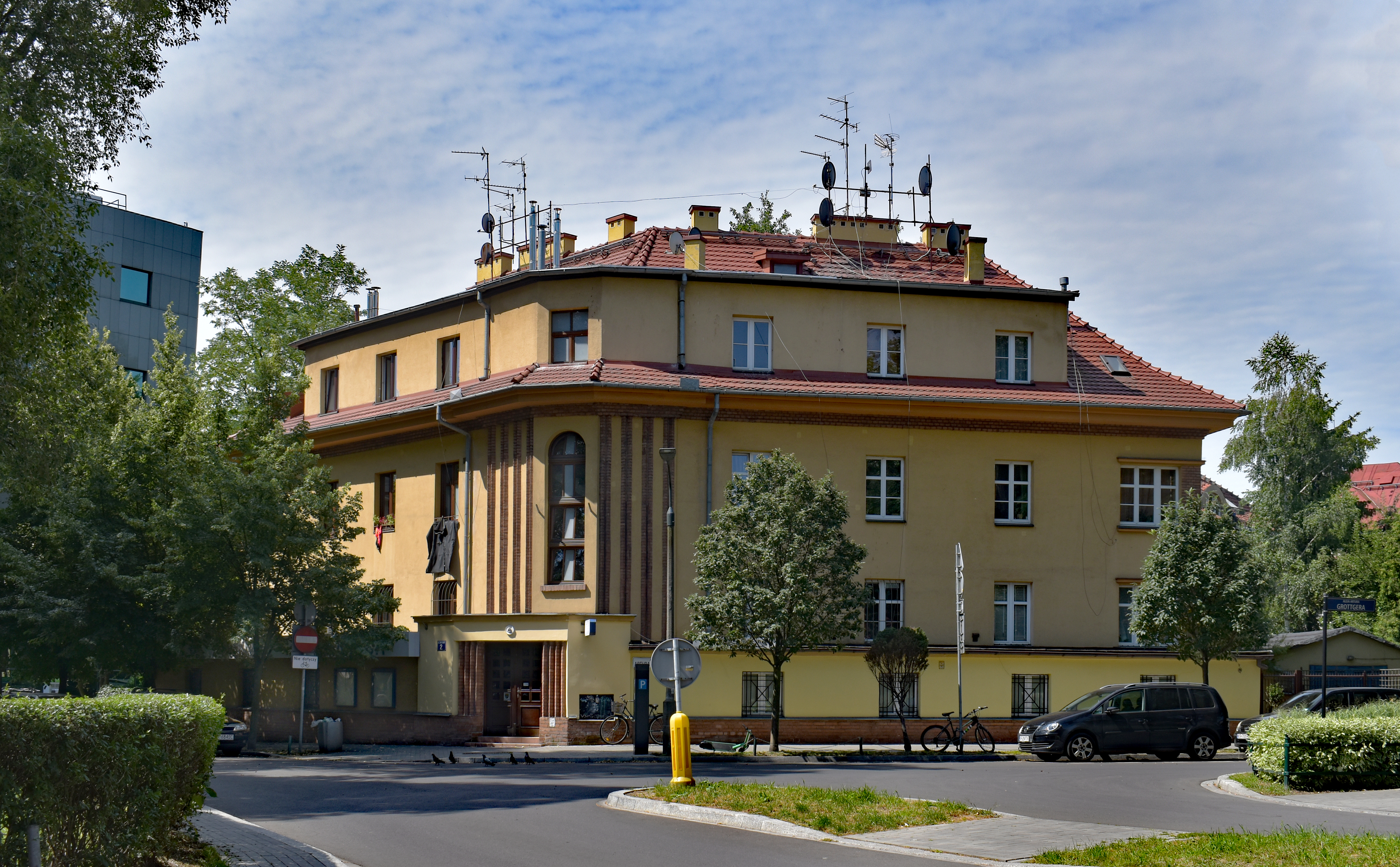
Dom gdzie urodziła się Kora
Kraków al. Grottgera 2

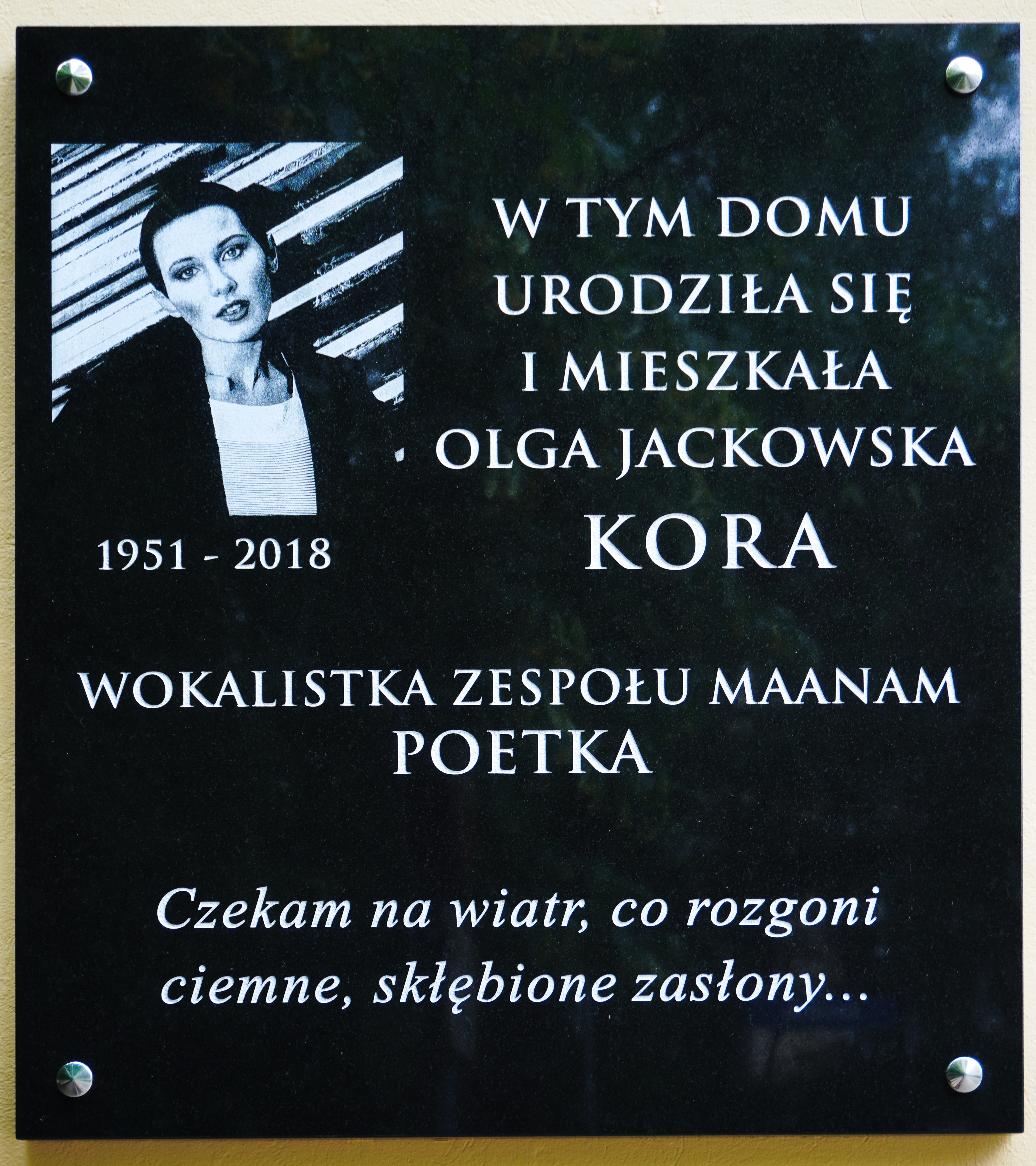
Tablica upamiętniająca Olgę Jackowską na budynku przy al. Artura Grottgera 2 w Krakowie

- 11 lutego 2018 w Teatrze im. Ludwika Solskiego w Tarnowie odbyła się prapremiera spektaklu Bądź taka, nie bądź taka opowiadającego o życiu Kory[169].
- W sierpniu 2018 były gitarzysta Maanamu Ryszard „Placho” Olesiński w hołdzie dla Kory nagrał instrumentalny utwór pt. „Olga”[170].
- 21 września 2018 artaktywistka Karolina Micuła zaśpiewała premierowo recital „Uwaga, tu Obywatelka!” m.in. z piosenkami Kory i Maanamu[171].
- W grudniu 2018 na bocznej ścianie domu przy ul. Płatniczej 59 w Warszawie, w którym przez kilkanaście lat mieszkała z Kamilem Sipowiczem, odsłonięto neon Miłość to wieczna tęsknota (cytat z piosenki „Anioł” z płyty Derwisz i anioł z 1991)[172]. Autorką neonu jest Paulina Ołowska[173].
- 17 stycznia 2019 na tyłach pałacu Branickich przy ul. Nowy Świat 18/20 odsłonięto mural przedstawiający Korę. Podobizna została zaprojektowana przez Bruna Althamera w ramach akcji „Wysokich Obcasów” zatytułowanej Kobiety na mury[174]. W październiku mural został zniszczony przez nieznanych sprawców[175].
- W pierwszą rocznicę śmierci Kory Paweł Althamer w hołdzie dla niej zaprezentował własnoręcznie wykonaną rzeźbę upamiętniającą artystkę[176].
- Podczas 56. KFPP w Opolu Ania Wyszkoni wraz z zespołem Tulia uczciła pierwszą rocznicę śmierci piosenkarki, śpiewając przebój „To tylko tango” z repertuaru Maanamu[177].
- Kamil Sipowicz w wywiadzie dla dwutygodnika „Viva!” w 2019 zapowiedział powstanie fundacji imienia Kory[178], jak również wydanie nieopublikowanych wierszy piosenkarki[179]. Z kolei w wywiadzie dla onet.pl potwierdził powstanie filmu dokumentalnego i fabularnego poświęconemu Korze[180].
- W przeddzień rocznicy śmierci artystki kanał TVP Kultura wyemitował koncert Maanamu The Best of nagrany w Krakowie w 1994[181].
- W lipcu 2019 podczas Międzynarodowego Festiwalu Młodych Talentów im. Anny German w Zielonej Górze jego uczestnicy oraz znani artyści (m.in. Justyna Steczkowska[182]) uczcili pamięć wokalistki, śpiewając jej utwory[183].
- Michał Szpak podczas Top of the Top Sopot Festival 2019 i Polsat SuperHit Festiwal 2023 wykonał cover przeboju Maanamu „Raz dwa, raz dwa”[184].
- Supermodelka Marta Mei w 2019 wystąpiła w sesji zdjęciowej dla magazynu „Vogue”, inspirowanej fotografiami przedstawiającymi Korę, wykonanymi przez Tadeusza Rolke w 1983[185].
- W listopadzie 2019 odbyła się premiera książki pt. „Miłość zaczyna się od miłości. Zeszyty Kory 2013–2018” składająca się z prywatnych notatek piosenkarki[186].
- 26 października 2019 w studiu muzycznym im. Władysława Szpilmana odbył się koncert, na którym młodzi wokaliści i aktorzy śpiewali przeboje Maanamu[187].
- 27 maja 2021 w Fundacji „Profile” w Warszawie odbył się wernisaż niepublikowanych dotąd zdjęć Kory, autorstwa fotografa Jacka Szumca[188].
- 8 czerwca 2021, w 70. rocznicę urodzin artystki, na warszawskich Bielanach został odsłonięty mural ją upamiętniający[189].
- Od 24 czerwca 2021 częstochowska Promenada Śródmiejska nosi imię Olgi Aleksandry Sipowicz-Kory[190].
- 15 października 2021 Ralph Kaminski wydał album pt. Kora z własnymi interpretacjami utworów Kory i Maanamu. Wydawnictwo promował singlem „Biegnij razem ze mną”[191].
- Ramona Rey w 2021 zagrała kilka koncertów poświęconych twórczości Kory oraz nagrała cover utworu „Chcę ci powiedzieć coś” z repertuaru Maanamu[192]. Ponadto planowała wydać dwupłytowy album z własnymi interpretacjami utworów zespołu[193]. W lutym 2022 zaprezentowała cover utworu „O! Nie rób tyle hałasu”, do którego został zrealizowany wideoklip[194]. W tym samym roku wydała cover piosenki Kory „Jestem kobietą” z 1983[195].
- Decyzją radnych, imieniem Kory został nazwany skwer w Krakowie[196].
- Pod koniec 2021 w krakowskim Teatrze Nowym Proxima premierę miał spektakl Kora. Boska w reżyserii Katarzyny Chlebny, która stworzyła również scenariusz sztuki i zagrała w niej tytułową rolę[197].
- W marcu 2022 Natalia Przybysz wydała album pt. Zaczynam się od miłości, na którym umieściła utwory z nieopublikowanymi wcześniej tekstami Kory. Płytę promowała melorecytowanym utworem „Manifest Kory 27.11.2012”[198].
- W lutym 2022 odbył się 13. LGBT+ Film Festival poświęcony kinu tworzonemu przez osoby LGBT+. Kora, która zawsze wspierała środowisko LGBT, została przedstawiona na plakacie reklamującym wydarzenie[199].
- 8 czerwca 2022, w 71. urodziny Kory, skwer u zbiegu ulic Juliana Fałata i Bolesława Prusa w Krakowie został nazwany pseudonimem artystki[200].
- W sierpniu 2022 wiolonczelista Michał Pepol wydał autorski album pt. Kora ∞, którym promował singlem „Nirvana Kory” stworzonym z ośmiu utworów artystki[201][202].
- W 2022 premierę miała książka pt. „Słońca bez końca. Biografia Kory” napisana przez Beatę Biały i wydana przez Dom Wydawniczy Rebis. Autorka stworzyła portret artystki na podstawie rozmów z bliskimi, przyjaciółmi i fanami Kory[203].
- W 2023 nakładem Wydawnictwa Znak ukazała się książka biograficzna Katarzyny Kubisiowskiej Kora. Się żyje[204][205][206][207][208][209][210]. 10 maja 2024 Wydawnictwo Znak opublikowało na swojej stronie internetowej przeprosiny dla Mateusza Jackowskiego, za rozpowszechnienie w publikacji „nieprawdziwych informacji”, które dotyczyły romansów jego rodziców Kory i Marka Jackowskich i spóźniania się Marka Jackowskiego na koncerty[211]. Katarzyna Kubisiowska stwierdziła, że sprawdziła te informacje w dwóch źródłach i że przed publikacją biografii rodzina Kory, w tym Mateusz Jackowski, zaakceptowali jej kształt[212].
- W czerwcu 2023 telewizja TVN transmitowała koncert „KORA. Przyszłam na świat po to” będącym hołdem dla twórczości Kory[213].
- W 2023 roku na elewacji domu, w którym urodziła się Kora, przy alei Artura Grottgera 2 w Krakowie została odsłonięta tablica pamiątkowa. Autorem projektu tablicy jest Marek Biesaga[214].
- W czerwcu 2024 roku Poczta Polska wyemitowała upamiętniający ją znaczek pocztowy o nominale 4,90 zł należący do serii Gwiazdy polskiej muzyki[215].
- Od 2024 imię Kory nosi plac przy dworcu głównym w Opolu.

## Odznaczenia
- Krzyż Oficerski Orderu Odrodzenia Polski – 2011[216]
- Srebrny Medal „Zasłużony Kulturze Gloria Artis” – 2014[97]